# Ed Dickson
Edward James Dickson (Inglewood, 25 luglio 1987) è un giocatore di football americano statunitense che milita nel ruolo di tight end per i Seattle Seahawks della National Football League (NFL). Fu scelto nel corso del terzo giro (70º assoluto) del Draft NFL 2010 dai Baltimore Ravens. Al college ha giocato a football a Oregon.

## Carriera professionistica

### Baltimore Ravens
Dickson fu scelto nel corso del terzo giro del Draft 2010 dai Baltimore Ravens. Il 2 luglio, il giocatore firmò un contratto triennale. Nella sua stagione da rookie, come riserva del veterano Todd Heap, Ed disputò 15 partite, 3 delle quali come titolare, ricevendo 11 passaggi per 152 e segnando un touchdown.
Nella seconda stagione da professionista, Dickson divenne stabilmente titolare giocando tutte le 16 gare stagionali dall'inizio, ricevendo 54 passaggi per 528 e segnando 5 touchdown.
Il 3 febbraio 2013, Dickson ricevette 2 passaggi per 37 yard nel Super Bowl XLVII contribuendo alla vittoria dei Ravens sui San Francisco 49ers per 34-31, laureandosi per la prima volta campione NFL.
A causa dell'infortunio del tight end Dennis Pitta, Dickson partì come titolare nelle prime 12 gare della stagione 2013. Il primo touchdown dell'anno lo segnò nella vittoria della settimana 14 sui Minnesota Vikings.

### Carolina Panthers
Il 10 aprile 2014, Dickson firmò un contratto annuale coi Carolina Panthers. Dopo una stagione in cui giocò tutte le 16 partite collezionando 115 yard ed un touchdown, il 12 marzo 2015 Dickson rifirmò con i Panthers un contratto di tre anni del valore di 6,8 milioni di dollari. A fine anno partì come titolare nel Super Bowl 50, dove i Panthers furono sconfitti per 24-10 dai Denver Broncos.

### Seattle Seahawks
Il 16 marzo 2018 Dickson firmò un contratto triennale del valore di 14 milioni di dollari con i Seattle Seahawks. Dopo essere rimasto infortunato nei primi due mesi della stagione, Dickson debuttò nella vittoria dell'ottavo turno sui Detroit Lions segnando un touchdown alla prima ricezione con la nuova maglia. Il secondo lo ricevette dal quarterback Russell Wilson nell'anticipo dell'undicesimo turno a cinque minuti dal termine, dando alla sua squadra la vittoria in rimonta.

## Palmarès
- Super Bowl : 1

Baltimore Ravens: Super Bowl XLVII
- American Football Conference Championship: 1

Baltimore Ravens: 2012
- National Football Conference Championship: 1

Carolina Panthers: 2015